# MTV Europe Music Award come MTV Select
L'MTV Europe Music Award come MTV Select (MTV Europe Music Award for MTV Select) è stato uno dei premi principali dell'MTV Europe Music Award, che è stato assegnato dal 1996 al 1998. I cinque nominati di questa categoria venivano direttamente scelti dai telespettatori durante il programma televisivo MTV Select; su una playlist di ben 100 video, alla fine venivano decretati i 5 più richiesti che avrebbero poi composto i nominati per la categoria. Nel 1998 la categoria venne divisa in altre quattro, dando vita ad una per l'UK e Irlanda, una per il Nord Europa, una per il Centro Europa e una per il Sud Europa.

## Albo d'oro

### Anni 1990
| Anno | Vincitore                                          | Nominati |
| ---- | -------------------------------------------------- | --- |
| 1996 | Backstreet Boys — Get Down (You're the One for Me) | - Boyzone — Words - Jamiroquai — Virtual Insanity - Oasis — Don't Look Back in Anger - Spice Girls — Wannabe              |
| 1997 | Backstreet Boys — As Long as You Love Me           | - Hanson — Where's the Love - Puff Daddy (ft. Faith Evans & 112) — I'll Be Missing You - Spice Girls — Spice Up Your Life |
| 1998 | MTV Select — UK e Irlanda: Five                    | - Another Level - B*Witched - Billie - Steps                                                                              |
| 1998 | MTV Select — Nord: Eagle Eye Cherry                | |
| 1998 | MTV Select — Centro: Thomas D e Franka Potente     | |
| 1998 | MTV Select — Sud: Bluvertigo                       | - 99 Posse - Articolo 31 - Ligabue - Vasco Rossi                                                                          |